# 22 липня (фільм)
«22 липня» (англ. 22 July) — копродукційний норвезько-ісландський драматичний фільм-трилер 2018 року, поставлений режисером Полом Грінграссом. Світова прем'єра стрічки відбулася 5 вересня 2018 року на 75-му Венеційському міжнародному кінофестивалі, де він брав участь в основній конкурсній програмі .

## Сюжет
Стрічка розповідає про подвійний теракт, який вчинив норвезький націоналіст Андерс Беринг Брейвік 22 липня 2011 року. Тоді він привів у дію вибуховий пристрій біля комплексу урядових будівель в Осло, внаслідок чого загинули вісім осіб і декілька сотень отримали поранення. Після цього Брейвік під виглядом агента секретної служби вирушив на острів Утея, нібито для того, щоби провести інструктаж з безпеки у зв'язку з вибухом в Осло. Там він упродовж 90 хвилин убив 69 людей і ранив 66-х. Серед убитих на острові були переважно підлітки, що беруть участь у щорічному зльоті молодіжного крила норвезької соціал-демократичної Робітничої партії, яку Брейвік звинувачував у багатьох проблемах Норвегії.

## У ролях
| • Торбйорн Гарр        | … | Свейн                      |
| • Андерс Данієлсен Льє | … | Андерс Беринг Брейвік      |
| • Йон Сейгарден        | … | Гейр Ліппештад             |
| • Ларс Аренц-Гансен    | … | охоронець                  |
| • Аннеке фон Дер Ліппе | … | директор PST               |
| • Йонас Странд Гравлі  | … | Вільяр                     |
| • Міккель Братт Сілсет | … | поліцейський               |
| • Томмі Гівінг         | … | охоронець прем'єр-міністра |
| • Трим Балай           | … | Івар Грін                  |
| • Седа Вітт            | … | Лара                       |
| • Йойстейн Мартінсен   | … |                            |

## Знімальна група
- Автор сценарію — Пол Грінграсс (за книгою Осне Саєрстад «Один з нас»)
- Режисер-постановник — Пол Грінграсс
- Продюсери — Елі Буш, Грегорі Гудман, Пол Грінграсс, Скотт Рудін
- Виконавчий продюсер — Крис Каррерас
- Лінійні продюсери — Фіннур Йоханнссон, Тор Арні Евребьо
- Оператор — Пол Ульвік Роксет
- Композитор — Суне Мартін
- Монтаж — Вільям Голденберг
- Художник-постановник — Лів Аск
- Художник-костюмер — Маргрет Ейнарсдоттір
- Художник-декоратор — Луїз Андерссон
- Артдиректор — Маріус Віньє Брустад
- Звук — Олівер Тарні, Майкл Фентум
- Підбір акторів —
- Спеціальні ефекти — Пал Мортен Гвервен

## Реліз
4 вересня 2018 року стрімінговий сервіс Netflix оприлюднив на своєму каналі в YouTube трейлер до фільму «22 липня». Для перегляду фільм буде доступним з 10 жовтня 2018.

## Нагороди та номінації
| Список нагород та номінацій                 | Список нагород та номінацій | Список нагород та номінацій                                                         | Список нагород та номінацій | Список нагород та номінацій | Список нагород та номінацій |
| Кінофестиваль/Кінопремія                    | Рік                         | Категорія                                                                           | Номінант(и)                 | Результат                   | Дж                          |
| ------------------------------------------- | --------------------------- | ----------------------------------------------------------------------------------- | --------------------------- | --------------------------- | --------------------------- |
| 75-й Венеційський міжнародний кінофестиваль | 2018                        | Золотий лев                                                                         | 22 липня                    | Номінація                   |                             |
| 75-й Венеційський міжнародний кінофестиваль | 2018                        | Премія Всесвітньої католицької асоціації з комунікацій (SIGNIS) — Спеціальна згадка | 22 липня                    | Перемога                    |                             |
| Міжнародний кінофестиваль у Торонто         | 2018                        | Приз «Народний вибір»                                                               | 22 липня                    | Номінація                   | [ 8 ]                       |